# میکائلا ازدرا
میکائلا ازدرا (ایتالیایی: Micaela Esdra؛ زادهٔ ۲۹ ژانویهٔ ۱۹۵۲) بازیگر و صداپیشه اهل ایتالیا است.
از فیلم‌ها یا برنامه‌های تلویزیونی که وی در آن نقش داشته‌است، می‌توان به در آخرین لحظه، افسون و ساخت ایتالیا اشاره کرد.